# Arsenalstadion, Chabarovsk
Arsenalstadion (ryska: Стадион «Арсенал», Stadion «Arsenal») är en bandyarena i Chabarovsk, Fjärran österns federala distrikt i Ryssland.